# Fortschritt ZT 303

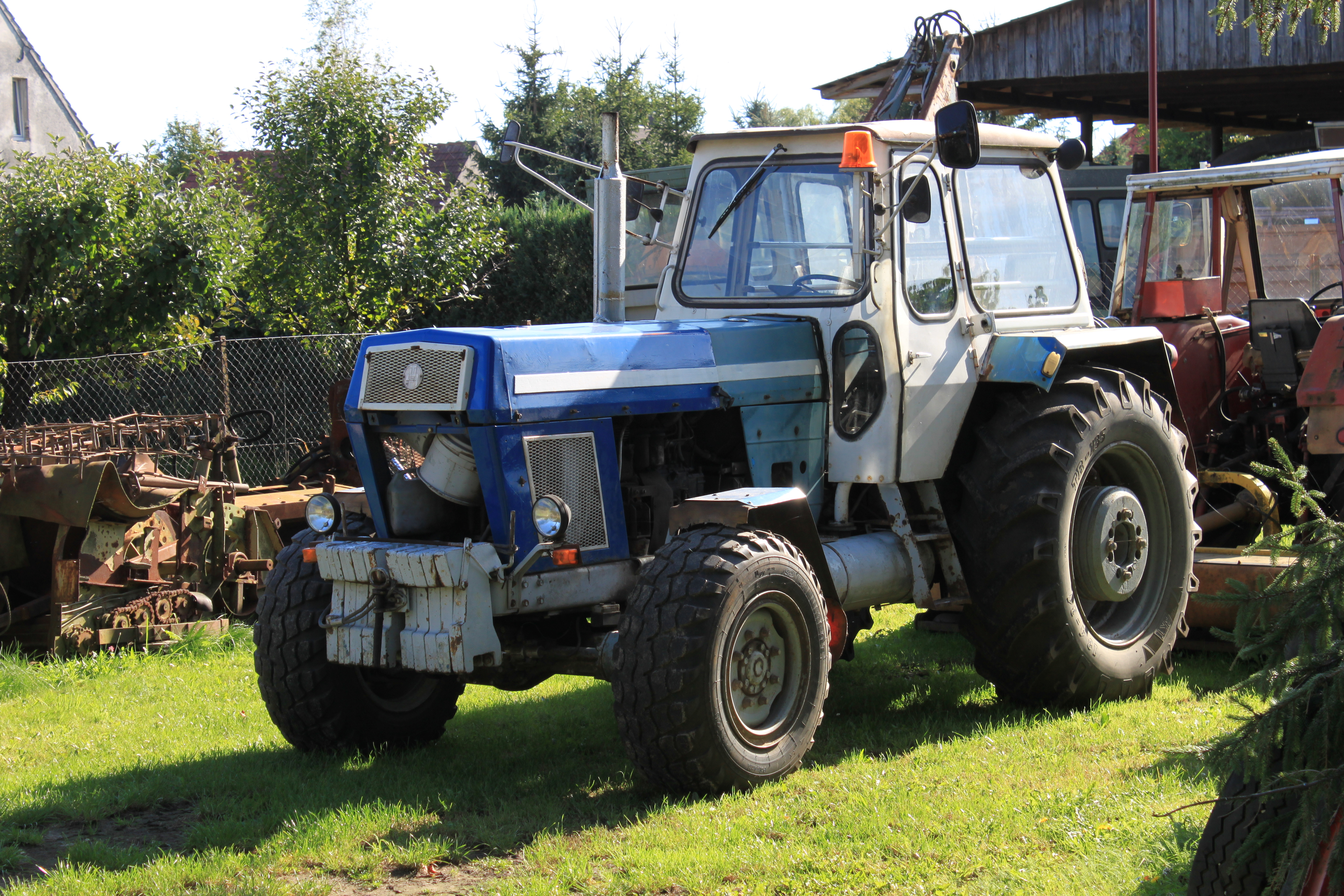
Fortschritt ZT 303

Fortschritt ZT 303 – ciągnik rolniczy produkowany od 1971 roku w NRD. Jest to ulepszona wersja Fortschritta ZT 300.
Ulepszenie polegało na dodaniu przedniego napędu oraz wzmocnieniu układu hydraulicznego.
Osiąga moc do 73 kW (120 KM). Posiada 4-cylindrowy silnik wysokoprężny produkcji IFA o pojemności skokowej ok. 6,5 dm³.